# Trehörningen (Vårdinge socken, Södermanland)
Trehörningen är en sjö i Södertälje kommun i Södermanland och ingår i Trosaåns huvudavrinningsområde. Sjöns area är 0,013 kvadratkilometer och den befinner sig 60 meter över havet.